# Graanmagazijn voor den Armen

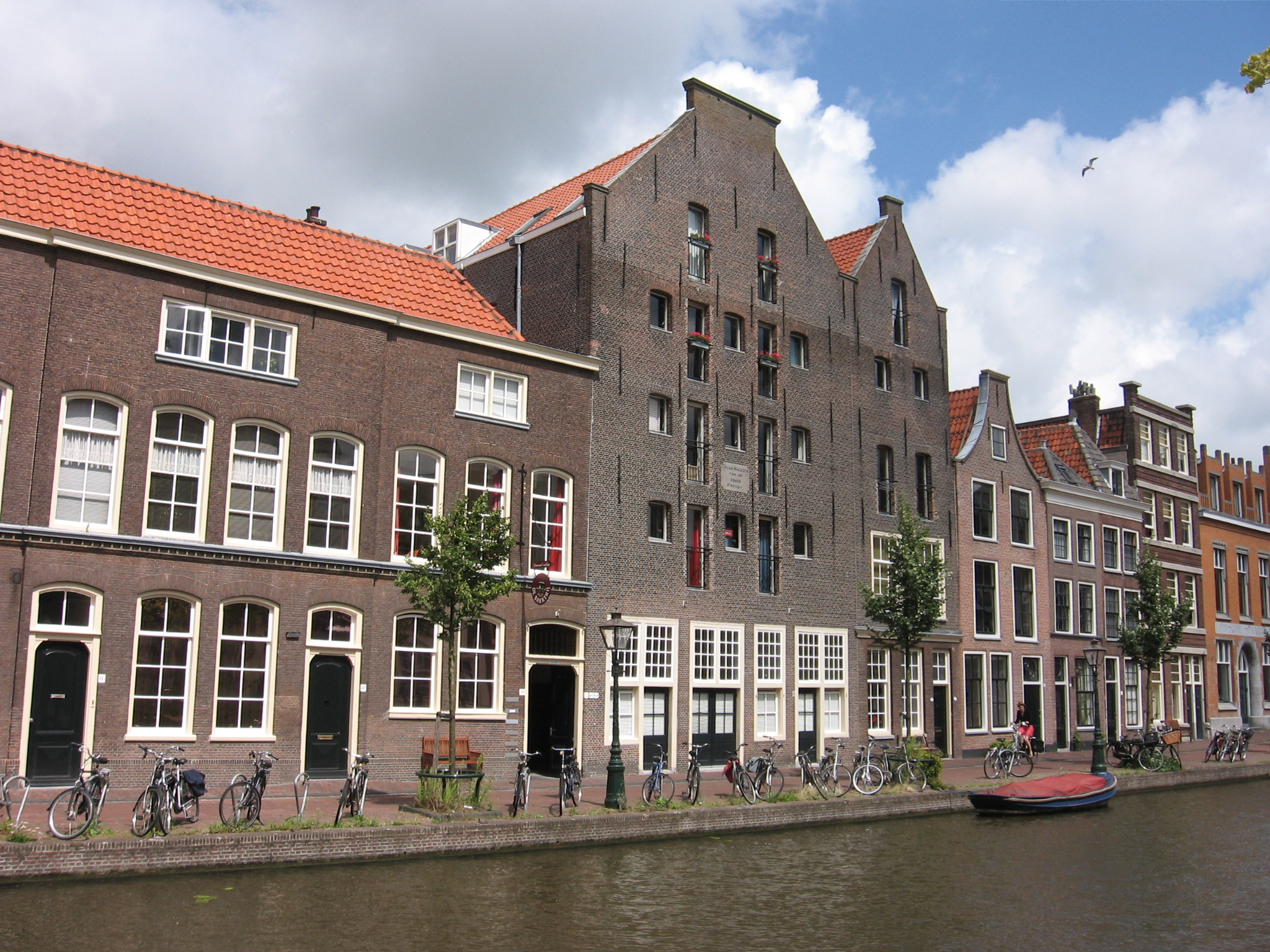
Graanmagazijn voor den Armen

Het Graanmagazijn voor den Armen is een rijksmonument gelegen aan de Oude Rijn 44-46 in het centrum van de Zuid-Hollandse stad Leiden. In 1754 werd het graanmagazijn bijgebouwd bij het Huiszittenhuis (een instelling die levensmiddelen aan thuiszittende armen vanuit dit pand verstrekte). In 1960 wordt het hele complex eigendom van de Hervormde Diaconie.
Tegenwoordig is het gebouw deels in gebruik voor sociale instellingen (Diaconaal Centrum De Bakkerij), een ander deel bestaat uit appartementen.
Op 14 juli 2023 vond een steekpartij plaats in het Diaconaal Centrum waarbij drie medewerkers werden verwond met een dode tot gevolg.

## Trivia
- De gemeente Leiden biedt dak- en thuislozen de mogelijkheid tot inschrijven op het briefadres Oude Rijn 44.

## Foto's

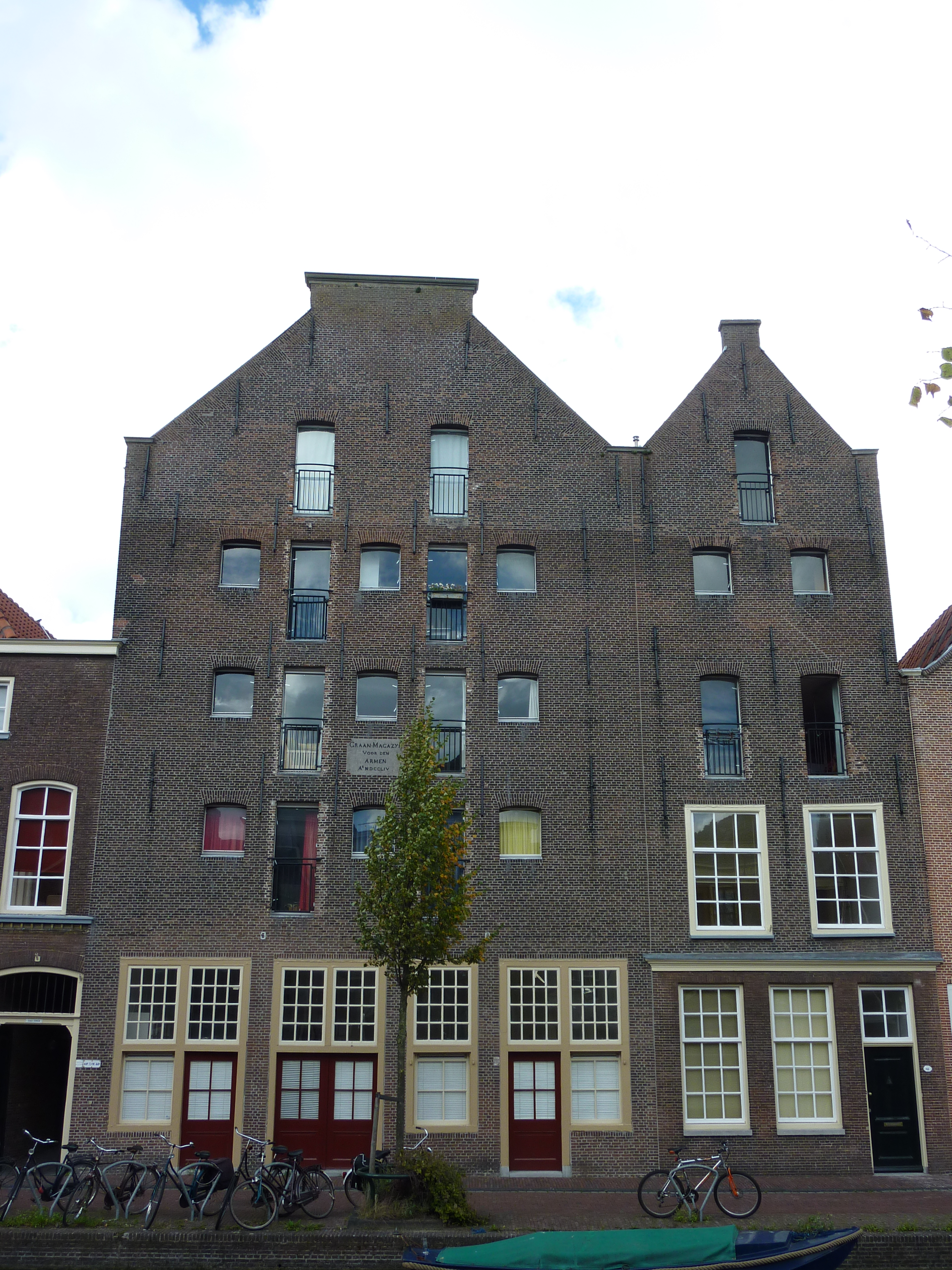
Oude Rijn 44 en 46
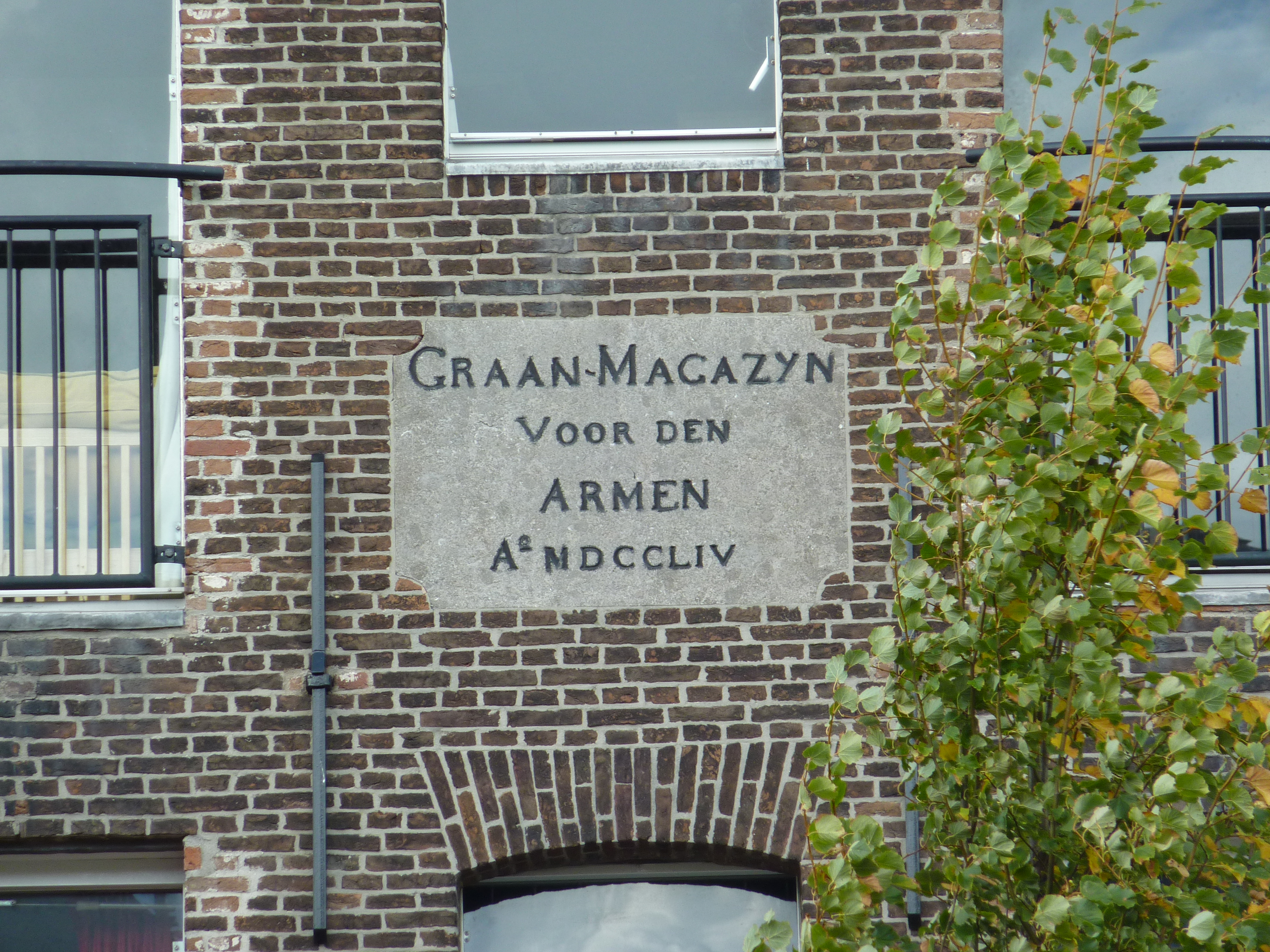
Steen met inscriptie op Oude Rijn 44
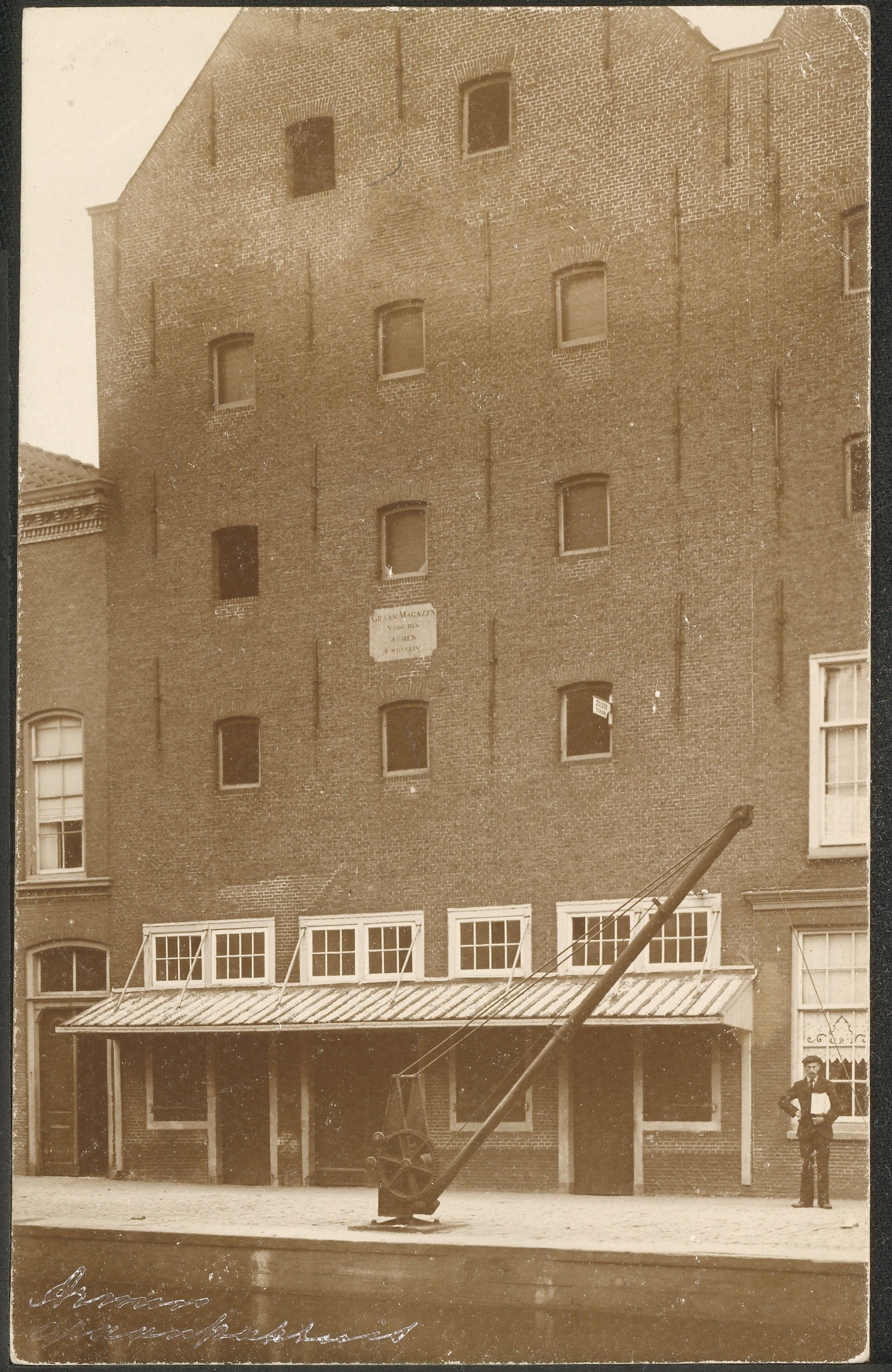
Graanmagazijn Armenbakkerij aan de Oude Rijn met hijskraan, prentbriefkaart (1860).